# Alfie Whiteman
Alfie Malik Whiteman (Londra, 2 ottobre 1998) è un calciatore inglese, portiere svincolato.

## Carriera

### Club
Nel 2015 entra a far parte del settore giovanile del Tottenham, dove viene aggregato alla formazione Under-18. Nel 2017 viene aggregato alla formazione Under-21, con cui disputa anche alcuni incontri nel Football League Trophy. Promosso in prima squadra nel 2020, il suo esordio avviene il 26 novembre dello stesso anno, nell'incontro di Europa League vinto per 4-0 contro i bulgari del Ludogorec, partita nella quale subentra all'82' a Joe Hart. Il 12 agosto 2021 approda nella massima serie svedese con il prestito fino al termine della stagione al Degerfors, formazione che aveva appena ceduto il portiere Ismael Diawara al Malmö FF. Il 10 febbraio 2022 il prestito viene esteso per un'altra stagione.

### Nazionale
Ha rappresentato le nazionali giovanili inglesi Under-17, Under-18 ed Under-19.

## Statistiche

### Presenze e reti nei club
Statistiche aggiornate al 5 luglio 2022.
| Stagione        | Squadra         | Campionato      | Campionato | Campionato | Coppe nazionali | Coppe nazionali | Coppe nazionali | Coppe continentali | Coppe continentali | Coppe continentali | Altre coppe | Altre coppe | Altre coppe | Totale | Totale |
| Stagione        | Squadra         | Comp            | Pres       | Reti       | Comp            | Pres            | Reti            | Comp               | Pres               | Reti               | Comp        | Pres        | Reti        | Pres   | Reti   |
| --------------- | --------------- | --------------- | ---------- | ---------- | --------------- | --------------- | --------------- | ------------------ | ------------------ | ------------------ | ----------- | ----------- | ----------- | ------ | ------ |
| 2020-2021       | Tottenham       | PL              | 0          | 0          | FACup+CdL       | 0               | 0               | UEL                | 1                  | 0                  |             | -           | -           | 1      | 0      |
| ago.-dic. 2021  | Degerfors       | A               | 13         | -24        |                 | -               | -               |                    | -                  | -                  |             | -           | -           | 13     | -24    |
| 2022            | Degerfors       | A               | 12         | -26        |                 | -               | -               |                    | -                  | -                  |             | -           | -           | 12     | -26    |
| Totale carriera | Totale carriera | Totale carriera | 25         | -50        |                 | 0               | 0               |                    | 1                  | 0                  |             | -           | -           | 26     | -50    |

## Palmarès

### Competizioni internazionali
- UEFA Europa League: 1

Tottenham: 2024-2025